# Камілла Лекберг
Камілла Лекберг (швед. Camilla Läckberg; народ. 30 серпня 1974, Танум) — шведська письменниця та підприємиця. Її книги перекладені понад 30 мовами світу. За мотивами одного з творів знятий шведський серіал.

## Життєпис
Народилася 30 серпня 1974 року в невеликому портовому містечку Фьельбака, Швеція. Літературою почала займатися ще в дитинстві. Спробувала себе в ролі письменниці, складаючи та переказуючи казки.
Навчалася у Гетеборзькому університеті, вивчала економіку й маркетинг. Кілька років працювала в цій галузі у Стокгольмі. Закінчила курси з написання детективів. У 2002 році з'явився перший роман «Льодяна принцеса». Далі — «Проповідник» (2005). Так народилась серія трилерів про молоду письменницю Еріке Фальк та поліцейського Патріке Хедстрьоме.

## Критика і відгуки
Каміллу Лекберг називають шведською Агатою Крісті. До 2014 року її книги були перекладені 35 мовами у 55 країнах. Загальний тираж 12 млн екземплярів. Основний сюжет її книг — це сімейне життя та сімейні таємниці, розслідування з боку різних персонажів, перш за все Еріки та її чоловіка Патріка, показ минулого як причини того, що відбулося. Основною причиною такого підходу до сюжету є те, що в її власній сім'ї у батька була дружина і дитина, які трагічно загинули, але в новій сім'ї про це ніколи не згадували. Критикв відзначає здатність авторки розкривати характер персонажів.

## Особисте життя
Має трьох дітей: Вілле і Мейя від першого шлюбу,  Чарлі від другого шлюбу з поліцейським і телеведучим Мартіном Меліном. Крім письменництва, є співвласницею ювелірного бізнесу та студії звукозапису. У 2012 році вона взяла участь у шоу Let's Dance (аналогічному «Танці з зірками»), де посіла четверте місце.

## Екранізації
Шведський серіал Fjällbackamorden ("The Fjällbacka Murders", "Camilla Läckberg: Fjällbackamorden"), в головних ролях Клаудіа Галлі  та Річард Ульфсетер: Події показані після першої книги "Крижана принцеса"
2012 - The Eye of the Beholder (Swedish: I betraktarens öga)
2013 - Friends for Life (Swedish: Vänner för livet)
2013 - The Hidden Child (Swedish: Tyskungen)
2013 - The Sea Gives, the Sea Takes (Swedish: Havet ger, havet tar)
2013 - The Coast Rider (Swedish: Strandridaren)
2013 - The Queen of Light (Swedish: Ljusets drottning)

## Переклади українською
Камілла Лекберг "Крижана принцеса", переклад з шведської Ірини Іванової, Харків, Книжковий Клуб "Клуб сімейного дозвілля", 2018 р., 352 ст.,  ISBN 978-617-12-5128-1